# Hemiancistrus
Hemiancistrus – rodzaj słodkowodnych ryb sumokształtnych z rodziny zbrojnikowatych (Loricariidae). Spotykane w hodowlach akwariowych. Zaliczane do glonojadów.

## Zasięg występowania
Północna i środkowa część Ameryki Południowej.

## Klasyfikacja
Gatunki zaliczane do tego rodzaju:
- Hemiancistrus cerrado
- Hemiancistrus chlorostictus
- Hemiancistrus fuliginosus
- Hemiancistrus furtivus
- Hemiancistrus guahiborum
- Hemiancistrus landoni
- Hemiancistrus medians
- Hemiancistrus megalopteryx
- Hemiancistrus meizospilos
- Hemiancistrus punctulatus
- Hemiancistrus subviridis
- Hemiancistrus votouro

Gatunkiem typowym jest Ancistrus medians (H. medians).